# Hilary Putnam
Hilary Putnam (Chicago, 31 luglio 1926 – Arlington, 13 marzo 2016) è stato un filosofo e matematico statunitense.
Il suo percorso intellettuale si snoda, assumendo varie sfaccettature, attraverso tutta la seconda metà del Novecento. I suoi contributi più celebri riguardano la filosofia della mente e la filosofia del linguaggio, ma la sua ricerca ha seguito nel tempo un disegno più complesso e organico, spaziando dalla metafisica alla filosofia della scienza, per toccare l'etica e in tempi recenti la filosofia della religione (Putnam è tornato all'ebraismo nella seconda metà degli anni settanta). Di formazione analitica, Putnam si è poi situato vicino a posizioni neopragmatiste, sebbene abbia a più riprese rifiutato tale etichetta. Profonde sono state ad esempio le differenze di pensiero con un altro celebre esponente di tale movimento, l'amico-avversario Richard Rorty, con il quale è stato spesso assai polemico.
La produzione filosofica di Putnam tra la fine degli anni cinquanta e gli inizi degli anni ottanta è raccolta per lo più nei tre volumi dei Philosophical Papers, testi che spaziano dalla filosofia della logica, del linguaggio e della fisica, alla filosofia della matematica e della mente, per toccare questioni epistemologiche generali come la corroborazione, la preferibilità delle teorie, questioni di logica induttiva. Alcuni di questi saggi contengono tesi innovative divenute ormai classiche, quali la tesi del funzionalismo e la teoria causale del riferimento (detta anche teoria del riferimento diretto).

## Biografia
Hilary Whitehall Putnam nacque a Chicago il 31 luglio 1926. Il padre Samuel Putnam, studioso di lingue romanze, scriveva per il Daily Worker, giornale pubblicato dal Partito Comunista Americano. Putnam ricevette quindi dal padre un'educazione laica, sebbene sua madre, Riva, fosse invece di fede ebraica. Nel 1927 la famiglia di Putnam si trasferì in Francia, dove il padre fu occupato a tradurre delle opere di François Rabelais.
In Francia Putnam completò i suoi primi due anni di educazione primaria, ritornando poi negli Stati Uniti con la famiglia nel 1933, trasferendosi in Pennsylvania. Lì studiò alla Central High School, dove conobbe Noam Chomsky, di cui divenne al contempo amico e rivale filosofico. 
Putnam studiò filosofia all'Università della Pennsylvania, dove ottenne un B.A in letteratura, germanistica e filosofia, per poi studiare filosofia all'Università di Harvard (senza conseguire in questa università alcun titolo), per trasferirsi infine all'Università della California - Los Angeles, dove ottenne il dottorato in filosofia nel 1951 con la tesi The Meaning of the Concept of Probability in Application to Finite Sequences, sotto la supervisione di Hans Reichenbach. Da notare che Putnam non conseguì mai un titolo accademico formale in matematica, e che seguì corsi di matematica all'università solo a partire dal dottorato. Nonostante ciò, in seguito ottenne cattedre sia in filosofia che in matematica.
Dopo il dottorato, Putnam insegnò alla Northwestern University (1951-1952), all'Università di Princeton (1953-1961) e al MIT (1961-1965).
Nel 1962, Putnam sposò la filosofa Ruth Anna Putnam (nata Jacobs), che insegnava al Wellesley College. I due si convertirono a metà degli anni settanta all'ebraismo, quando iniziarono a studiare la lingua ebraica e ad apprendere i rituali religiosi in occasione del bar Mitzvah del figlio.
Negli anni '60 Putnam fu anche un critico della Guerra in Vietnam, contribuendo nel 1963 a organizzare i comitati studenteschi contro la guerra. Nel 1965, quando iniziò a insegnare ad Harvard, tenne dei corsi sul marxismo, e continuò a organizzare proteste studentesche all'interno del campus. Nel 1968 si avvicinò al Progressive Labor Party, partito americano di ispirazione marxista-leninista, mantenendo relazioni con tale partito fino al 1972, quando decise di interrompere i rapporti con esso (e in seguito abbandonare il marxismo per posizioni democratiche liberal).
Nel 1976 Putnam fu eletto presidente della American Philosophical Association. Fu eletto inoltre membro della British Academy e della American Philosophical Society.
Nel 2000 Putnam si ritirò dall'insegnamento ad Harvard, continuando però a tenere corsi in altre università, quali cicli di seminari presso l'Università di Tel Aviv, fino al 2009. Putnam morì ad Arlington (Massachusetts) il 13 marzo 2016. Circa 4 anni prima, il 2 novembre 2011, aveva vinto il Rolf Schock Prize, considerato alla pari di un premio Nobel.

## Il funzionalismo e la sua critica
In filosofia della mente può essere considerato il fondatore delle posizioni funzionaliste, impostazioni che sono alla base del programma di ricerca delle scienze cognitive e la cui idea centrale è l'analogia tra la relazione mente/cervello e quella software/hardware. Dopo aver più volte modificato le sue posizioni al riguardo, a partire dai primi anni 1980 giunge a sostenere che il funzionalismo è solo uno dei possibili quadri teorici tramite i quali può essere pensata la realtà: la visione funzionalista può essere feconda, ma alla base vi è l'idea assai problematica di una corrispondenza speculare tra linguaggio e mondo. Putnam giunge quindi ad una critica radicale nel saggio del 1987 The Many Faces of Realism, dove si distacca definitivamente dall'approccio funzionalista, ritorcendo contro la propria teoria (come è tipico del suo modo di procedere) l'argomento delle molteplici realizzazioni, che aveva costituito l'elemento chiave per rifiutare il materialismo della teoria dell'identità: se è vero che diversi stati neurali possono implementare lo stesso stato funzionale, allo stesso modo un medesimo stato neurale può essere implementato da diversi stati funzionali. Seguendo questo ragionamento, non esiste un unico algoritmo mentale che corrisponda a una proposizione.

## Il realismo
Il tema centrale della riflessione putnamiana è stato per un lungo periodo il realismo. Già nel terzo volume dei Philosophical Papers si registra il decisivo ingresso di temi legati alla cosiddetta filosofia “continentale”, ma soprattutto si va facendo strada una prima fondamentale trasformazione. Putnam, riflettendo su uno dei temi centrali dell'epistemologia e della filosofia del linguaggio, la nozione di verità, (in diversi scritti, tra i quali spicca il libro Reason, Truth and History del 1981) tenta di mediare tra i punti di vista più realisti della verità come corrispondenza e i punti di vista più deflazionisti, proponendo un concetto di verità non oggettivistico-naturalistica, per certi versi affine al Verstehen ermeneutico, ma che allo stesso tempo conserva un criterio di oggettività del riferimento (teoria del riferimento diretto). Anche in questo caso il pensiero del filosofo statunitense presenta una serie di svolte successive, a partire dall'originaria posizione di "realismo metafisico" in favore di forme alternative di realismo battezzate rispettivamente "realismo interno" (posizione di chiaro stampo kantiano), "realismo pragmatico", "realismo dal volto umano" (vedi Realism with a human face) e infine "realismo ingenuo" (si veda The Threefold Cord: Mind, Body and World del 1999).

## Sviluppi recenti
Nel complesso si assiste ad un tentativo da parte di Putnam di realizzare una terza via tra un realismo forte (metafisico, scientifico) e l'irrealismo (proprio delle varie forme di anti-realismo, relativismo, idealismo, nichilismo ancora oggi presenti), le due grandi "famiglie" filosofiche che si spartirebbero l'intero spazio della filosofia contemporanea. I lavori più recenti (Rinnovare la filosofia, Oltre la dicotomia Fatto/Valore e altri saggi, Etica senza ontologia) si presentano come una proposta filosofica innovativa che va oltre le posizioni strettamente analitiche, tipiche della filosofia anglo-americana, e le posizioni decostruttiviste di molta filosofia continentale. Un'altra idea kantiana accolta da Putnam è quella riguardante la stretta interconnessione tra etica e metafisica: tutti i problemi filosofici nascondono in realtà una radice etica o valoriale (esistono valori epistemici, non solo etici). La stessa scienza non è qualcosa di “incontaminato” rispetto ai valori, ma in quanto prassi umana è profondamente influenzata da essi. Le pretese del pensiero scientista, aventi come conseguenza rilevante la svalutazione del senso comune, si dimostrano assai deboli nei loro assunti fondamentali. Il loro fallimento apre alla possibilità di riservare, tra le altre conseguenze, un ruolo essenziale al mondo del senso comune, per mezzo del riconoscimento della ragionevolezza delle nostre istanze etico-metafisiche, le uniche che possono dare un senso alle nostre “vite morali”. Da Wittgenstein Putnam riprende la convinzione che, in un certo senso, “i problemi filosofici sono irrisolvibili”: la filosofia deve ritenersi soddisfatta qualora riesca a porre i problemi in un modo soddisfacente, ma non può certo sperare di arrivare a un termine ultimo, ad una risposta conclusiva. Ciò che possiamo fare è cercare “direzioni di risposta”, con la coscienza che i problemi filosofici sono questioni che l'uomo porta con sé, che esisteranno finché l'umanità continuerà ad esistere e interrogarsi. La filosofia investe la sfera umana in tutte le attività conoscitive e pratiche, investe l'intera vita dell'uomo, non riguarda solo il “corretto modo di ragionare”, come spesso hanno sostenuto molti filosofi analitici, e neppure astratte speculazioni metafisiche, tendenza che spesso ha caratterizzato la tradizione continentale europea. Essa riguarda profondamente la nostra capacità di sentire, di immaginare, ovvero “tutta la nostra sensibilità” di esseri umani.